# 조반니 펠리엘로
조반니 펠리엘로(이탈리아어: Giovanni Pellielo, 1970년 1월 11일~)는 이탈리아의 사격 선수로 주 종목은 트랩이다. 올림픽에 7회 참가했고 올림픽 남자 트랩 사격에서 은메달 3개, 동메달 1개를 획득했다. 그는 2000년 하계 올림픽에서 동메달을 획득했고 2004년, 2008년, 2016년 하계 올림픽에서 은메달을 획득했다.